# Nederlandse kampioenschappen schaatsen afstanden 2019 - 1500 meter vrouwen
De Nederlandse kampioenschappen schaatsen afstanden 2019 - 1500 meter vrouwen worden gehouden in december 2018 in Thialf, Heerenveen. 
Titelverdedigster is Jorien ter Mors die de titel pakte tijdens de Nederlandse kampioenschappen schaatsen afstanden 2018.

## Uitslag
| #      | Schaatser            | Tijd    |
| ------ | -------------------- | ------- |
| Goud   | Ireen Wüst           | 1.55,39 |
| Zilver | Antoinette de Jong   | 1.56,04 |
| Brons  | Melissa Wijfje       | 1.56,70 |
| 4      | Lotte van Beek       | 1.56,71 |
| 5      | Joy Beune            | 1.56,99 |
| 6      | Carlijn Achtereekte  | 1.57,39 |
| 7      | Sanneke de Neeling   | 1.57,76 |
| 8      | Reina Anema          | 1.58,09 |
| 9      | Roxanne van Hemert   | 1.58,43 |
| 10     | Sanne van der Schaar | 1.58,69 |
| 11     | Aveline Hijlkema     | 1.59,27 |
| 12     | Elisa Dul            | 1.59,40 |
| 13     | Femke Kok            | 2.00,26 |
| 14     | Sanne in 't Hof      | 2.00,53 |
| 15     | Paulien Verhaar      | 2.00,53 |
| 16     | Isabelle van Elst    | 2.02,08 |
| 17     | Robin Groot          | 2.03,03 |
| 18     | Muriël Meijer        | 2.03,17 |
| 19     | Marijke Groenewoud   | 2.03,96 |
| 20     | Anouk Sanders        | 2.05,84 |

1987 · 
1988 · 
1989 · 
1990 · 
1991 · 
1992 · 
1993 · 
1994 · 
1995 · 
1996 · 
1997 · 
1998 · 
1999 · 
2000 · 
2001 · 
2002 · 
2003 · 
2004 · 
2005 · 
2006 · 
2007 · 
2008 · 
2009 · 
2010 · 
2011 · 
2012 · 
2013 · 
2014 · 
2015 · 
2016 · 
2017 · 
2018 · 
2019 · 
2020 · 
2021 · 
2022 · 
2023 · 
2024 · 
2025